# Ronald Robertson
Pour les articles homonymes, voir Robertson.
Ronald Robertson (né le 25 septembre 1937 à Brackenridge et mort le 4 février 2000), est un patineur artistique américain. Il est médaillé d'argent olympique aux Jeux olympiques d'hiver de 1956 à Cortina d'Ampezzo.

## Biographie

### Carrière sportive
Il est connu pour ses talents de rotation. Il remporte la médaille d’argent aux Jeux olympiques d’hiver de 1956 et devient l’un des plus jeunes médaillés olympiques en patinage artistique. Il a remporte deux fois la médaille d’argent aux Championnats du monde de patinage artistique.
Il est accusé par la Fédération allemande de patinage artistique d'avoir fait des dépenses excessives lors d’une tournée européenne et manque d'être disqualifié après sa défaite lors des championnats américains de 1956. Il se retire alors de la compétition et signe un contrat de deux ans avec les Ice Capades.

### Reconversion
Alors qu'il a quitté le patinage pour diriger un petit hôtel qu'il possède avec son partenaire, Ronnie Robertson est persuadé par Ted Wilson, concepteur de patinoire à Hong Kong, de revenir sur la glace et d’enseigner en tant qu’entraîneur invité. Ronnie et l'ancien champion du Japon, Sashi Kuchiki, effectuent des voyages d’un mois chaque année à Hong Kong pendant 10 ans, pour enseigner au Cityplaza Ice Palace. Ronnie est alors un entraîneur extrêmement populaire et fait forte impression par ses compétences et sa gentillesse.
La carrière de Ronald Robertson dans le patinage était également bien connue à la télévision. Il apparait dans le The Ed Sullivan Show en 1957, où sa rotation rapide vers l’avant était décrite comme étant "plus rapide qu’un ventilateur électrique". Il est également apparu sur le club Mickey Mouse cette année. Au cours de l’exposition universelle de 1964 à 1965 à New York, Ronnie Robertson a été l’attraction principale du spectacle Ice Travaganza de Dick Button.
Ronnie Robertson décède le 4 février 2000 dans un hôpital de Fountain Valley, en Californie, de complications liées à une pneumonie liée au VIH/sida.

### Vie privée
Il entretient une relation avec l'acteur Tab Hunter dans les années 1950, qui l'aide à financer sa carrière amateur.

## Palmarès
| Compétition                     | 1953 | 1954 | 1955 | 1956 |
| Jeux olympiques                 |      |      |      | 2e   |
| Championnats du monde           | 4e   | 5e   | 2e   | 2e   |
| Championnats d'Amérique du Nord | 3e   |      | F    |      |
| Championnats des États-Unis     | 2e   | 3e   | F    | 2e   |
| Légende : F = Forfait           |      |      |      |      |